# دستبرد فکری اختراع اتاق امن
اتاق امن نام اختراعی است که در سال ۱۳۸۲ توسط فرزاد سلیمی جهت دریافت کمک مالی و اجرایی شدن به شهرداری تهران ارائه شد.
در مورد این اختراع کشمکش‌هایی در مورد دستبرد فکری پدید آمد که در نهایت در سال ۱۳۸۸ به حکم قطعی دادگاه، ثبت کنندگان مجدد این اختراع، موسی مظلوم استادیار دانشگاه تربیت دبیر شهید رجایی و علی اکبر محرابیان، از مقامات شهرداری وقت و وزیر صنایع دولت محمود احمدی‌نژاد، محکوم گردیدند و ثبت مجدد اختراع توسط آنان باطل شد ولی بیست روز بعد حکم دادگاه تجدید نظر به دلیل مخالفت با شرع لغو و مخترع اصلی به دلیل تخریب چهره مسئولان مورد پیگرد قضایی قرار گرفت. در معرفی این اختراعی کتابی توسط انتشارات دانشگاه علم و صنعت ایران توسط ثبت کنندگان مجدد به همراه محمود احمدی‌نژاد، شهردار وقت تهران و رئیس جمهور سالهای ۱۳۸۴ الی ۱۳۹۲ منتشر شده است.

## شرح اختراع
اتاق امن زلزله، سازه‌ای است که با نصب آن در یکی از اتاق‌های منازل مسکونی، آن اتاق در برابر زلزله‌های شدید مقاوم می‌شود بنابراین افراد می‌توانند در زمان احساس بروز زلزله به آن اتاق پناه ببرند و جان خود را نجات دهند.

## نظر فرزاد سلیمی
وی اصالتاً اهل رودبار زیتون استان گیلان است و زمانی که نزدیک به ۳۰۰ نفر از نزدیکان خود را در زلزله ۳۱ خرداد سال ۱۳۶۹ از دست داد همواره به این فکر بود راه حلی برای این بلای طبیعی بیابد. وی پس از ایجاد طرح اولیه با پروفسور خالوت و دکتر کاظمی از استادان دانشگاه صنعتی شریف و دکتر ناطق‌الهی از پژوهشگاه زلزله مشورت می‌کند و پس از جلب نظر آنان طرح را جهت دریافت بودجه عملیات آزمایشگاهی به وزارت مسکن و شهرسازی می‌برد و از آنجا وی را به شهرداری تهران راهنمایی می‌کنند.
شهرداری تهران پس از مدتی برای وی تقدیر نامه‌ای می‌فرستد و دیگر پاسخی داده نمی‌شود. وی سپس این طرح را به جشنواره مطبوعات ارائه می‌کند و نیز در بهمن ۸۲ در نشریه زمین‌لرزه که نشریه تخصصی انجمن زلزله ایران است مقاله‌ای را در معرفی خانه امن به چاپ می‌رساند. در اسفند ۱۳۸۳ وی در روزنامه همشهری خبری می‌خواند به این مضمون که اتاق امن توسط کارشناسان شهرداری تهران اختراع شده است و پس از آن بیلبوردهای تبلیغاتی مربوط به آن در سطح شهر نصب می‌شوند.
وی پس از این تاریخ بارها به مقامات شهرداری تهران از جمله محرابیان مراجعه می‌کند ولی نتیجه‌ای حاصل نمی‌شود. آنان بر انجام آزمایش‌های متعدد روی این طرح اشاره می‌کنند در حالی که وی می‌گوید من طرح را ارائه کردم تا با کمک مالی شما بر روی آن آزمایش کنم و سرانجام تصمیم به شکایت می‌گیرد.

## نظر موسی مظلوم
خبرگزاری فارس مدعی است وی تاکنون ۲۸ مقاله داخلی و بین‌المللی نوشته است و این محکومیت بدان خاطر است که به دلیل تغییر آدرس وکیل موفق نشده است ارتباط مناسبی با دادگاه برقرار کند (سلیمی می‌گوید که همراه با مظلوم در دادگاه شرکت نموده و در آن جلسه وی به سلیمی گفته است:به من بگو که باید بیایم وقتم را با توی بی‌سواد در دادگاه تلف کنم). وی همچنین مدعی است دو سال وقت صرف این طرح نموده است. سه مقاله بین‌المللی و یک مقاله داخلی چاپ شده توسط وی مربوط به اختراع اتاق امن می‌باشد. وی می‌گوید:
نحوه انتشار حکم دادگاه به گونه‌ای بود که گویی بنده یا آقای محرابیان مرتکب خلاف شخصی شده‌ایم در حالیکه دادگاه با رای خود صرفاً حق ثبت اختراع را لغو کرده است و نه محکومیت فردی یا چیز دیگری!
بعد از اینکه این ماجرا در یکی از کمیسیون‌های مجلس مطرح می‌شود فردی در دفاع از محرابیان پیشنهاد می‌دهد که شما اختراع را ببرید ببینید این آقا اصلاً می‌تواند متن این اختراع را بخواند، ایشان حتی دیپلم هم ندارد، مخترع هم نیست، نمایندگان کمیسیون هم تحقیقاتی به عمل می‌آورند و مشخص می‌شود نامبرده دارای مدرک فوق‌لیسانس دهه ۶۰ از دانشگاه تهران است، و ۲۳ سال است که معلم است.

## روند دادگاه
جریان دادگاه در حدود چهار سال زمان گرفت ولی در نهایت بنا بر نظر تمامی کارشناسان دادگاه و رای دادگاه بدوی و تجدید نظر، اختراع ثبت شده جدید چیزی اضافه بر طرح فرزاد سلیمی ندارد و رای بر ابطال این اختراع داده می‌شود. ثبت کنندگان مجدد در نهایت به این استدلال متوسل می‌شوند که این اختراع قبلاً توسط شخص دیگری سال‌ها قبل و خارج از ایران انجام شده است که مورد پذیرش قرار نمی‌گیرد.
پس از بیست روز از اعلام حکم دادگاه تجدید نظر معاون دادستان تهران از ابطال رای دادگاه تجدید نظر و برخورد قضایی با اولین ثبت‌کننده این طرح خبر داد. وی علت این امر را خلاف شرع و مغایر با مسلمات فقه بودن آن دانست. وی همچنین گفت: پشت صحنه جریان‌سازی تبلیغاتی دربارهٔ ماجرای اتاق امن، تخریب چهره مسئولان کشور بوده است.
سرانجام دادگاه در خصوص اتاق امن، محرابیان و همکارش را محکوم کرده و علی الظاهر قاضی به آن‌ها گفته است بروید خودتان بین خودتان قضیه را حل کنید و با هم کنار بیاید.